# Токио (станция)
Станция Токио (яп. 東京駅 То:кё: эки) — железнодорожный вокзал, расположенный в бизнес-квартале Маруноути района Тиёда, недалеко от Гиндзы и Императорского Дворца.
Является главным междугородным железнодорожным вокзалом в Токио, наиболее загруженной станцией в Японии по количеству поездов в день (более 4000), и девятой по загруженности по количеству пассажиров в день. Является начальной и конечной остановкой для большинства Синкансэнов, и также обслуживается многими местными и пригородными линиями Японских железных дорог, а также сетью Токийского метрополитена. На станции установлены автоматические платформенные ворота.

## Линии
Следующие линии проходят через или заканчиваются на станции Токио.
- East Japan Railway Company
  - Линия Тюо
  - Линия Кэйхин-Тохоку
  - Линия Кэйё
  - Линия Собу (включая маршрут Экспресс Нарита)
  - Линия Токайдо
  - Линия Яманотэ
  - Линия Йокосука
  - Линия Уэно-Токио
  - Тохоку-синкансэн
  - Ямагата-синкансэн
  - Акита-синкансэн
  - Дзёэцу-синкансэн
  - Хокурику-синкансэн
- Central Japan Railway Company
  - Токайдо-синкансэн
- Tokyo Metro
  - Линия Маруноути

Станция соединена подземными переходами со станцией Отэмати, которая обслуживается линиями Тодзай, Тиёда, Хандзомон и Мита, а также со станциями Нидзюбасимаэ, Хибия, Юракутё, Гиндза и Хигаси-Гиндза.

## История

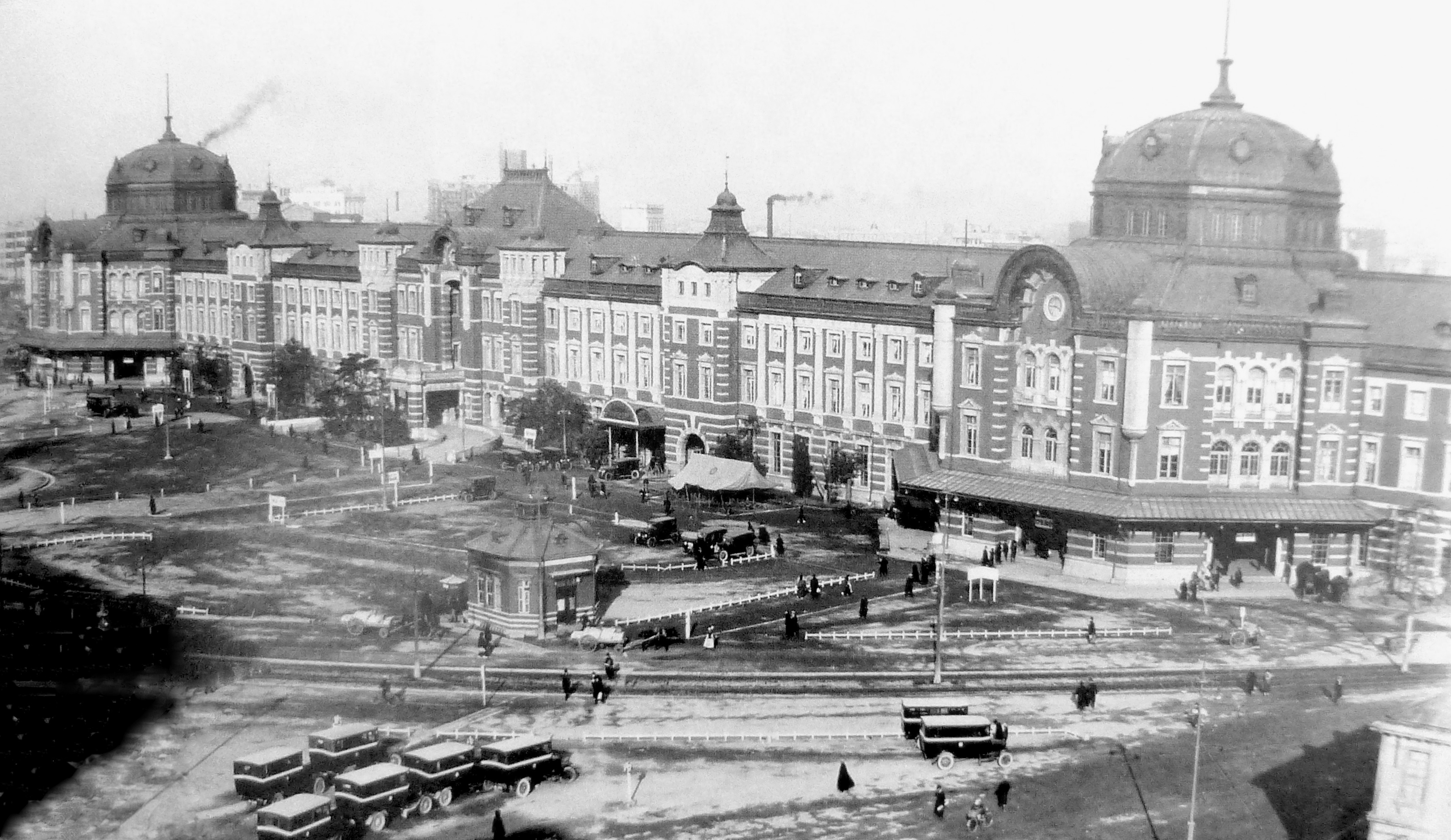
Здание железнодорожной станции в декабре 1914-го года

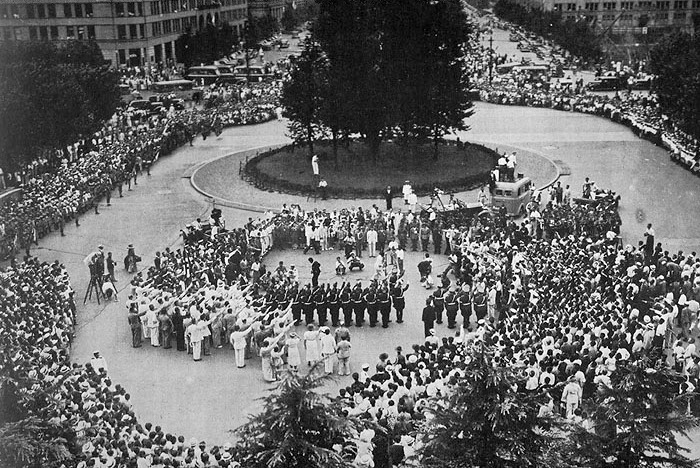
Церемония встречи Гитлерюгенда около станции Токио в 1938 году

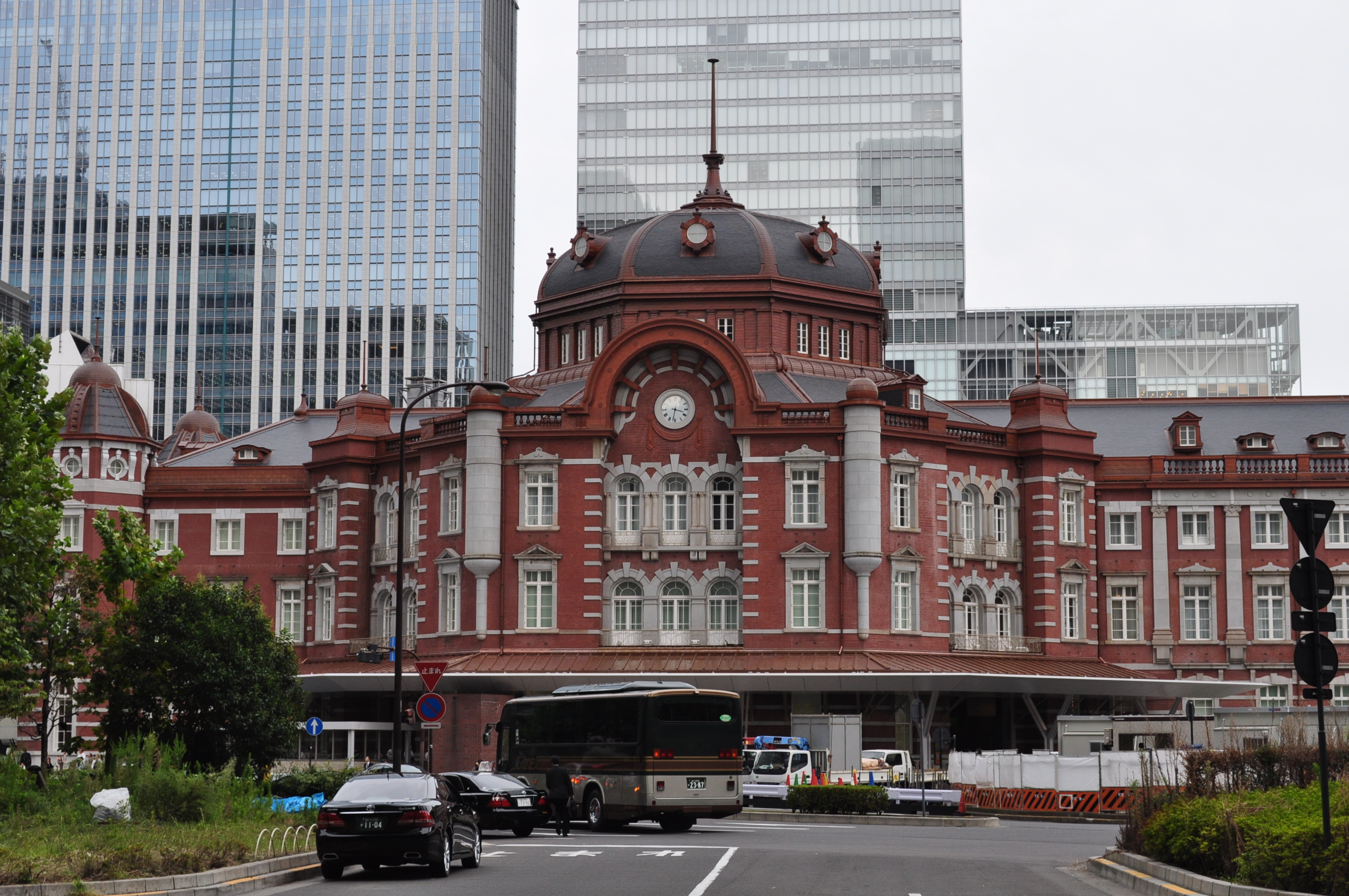
Выход Маруноути

В 1889 году муниципальный комитет Токио составил план строительства линии железной дороги, связывающей главный терминал линии Токайдо на станции Симбаси с конечной станцией линии Тохоку — Уэно. Императорский парламент в 1896 году принял решение о постройке новой станции на этой линии под названием Центральная станция (яп. 中央停車場 тю:о: тэйсядзё:), расположенной непосредственно перед входом с сады императорского дворца.
Строительство было отложено в связи с началом Первой японо-китайской войны и Русско-японской войны, но, наконец, началось в 1908 году. Трехэтажное здание вокзала было спроектировано архитектором Тацуно Кинго (который также спроектировал здание станции Мансэйбаси и близлежащее здание банка Японии). Существует мнение что здание стилизовано под центральный вокзал Амстердама, но данное положение считается бездоказательным. Тэрунобу Фудзимори, исследователь западной архитектуры, изучив стиль Тацуно, а также само считает это мнение ошибочным.
Станция была открыта 18 декабря 1914 года с четырьмя платформами: две для электропоездов (нынешние платформы линий Яманотэ / Кэйхин-Тохоку) и две для теплолозов (нынешние платформы линии Токайдо). Линия Тюо было доведена до данной станции в 1919 году. В это время у станции был выход только со стороны Маруноути.
В 1921 году на южном выходе станции был убит премьер-министр Японии Хара Такасаси. Выход со стороны Яэсу был открыт в 1929 году.
Бо́льшая часть станции была разрушена в двух бомбардировках 25 мая и 25 июня 1945 года. Эти взрывы разрушили впечатляющие стеклянные купола. Станция была быстро восстановлена в течение года, но вместо куполов была построена обычная крыша, и в отреставрированном здании стало всего два этажа вместо трёх.

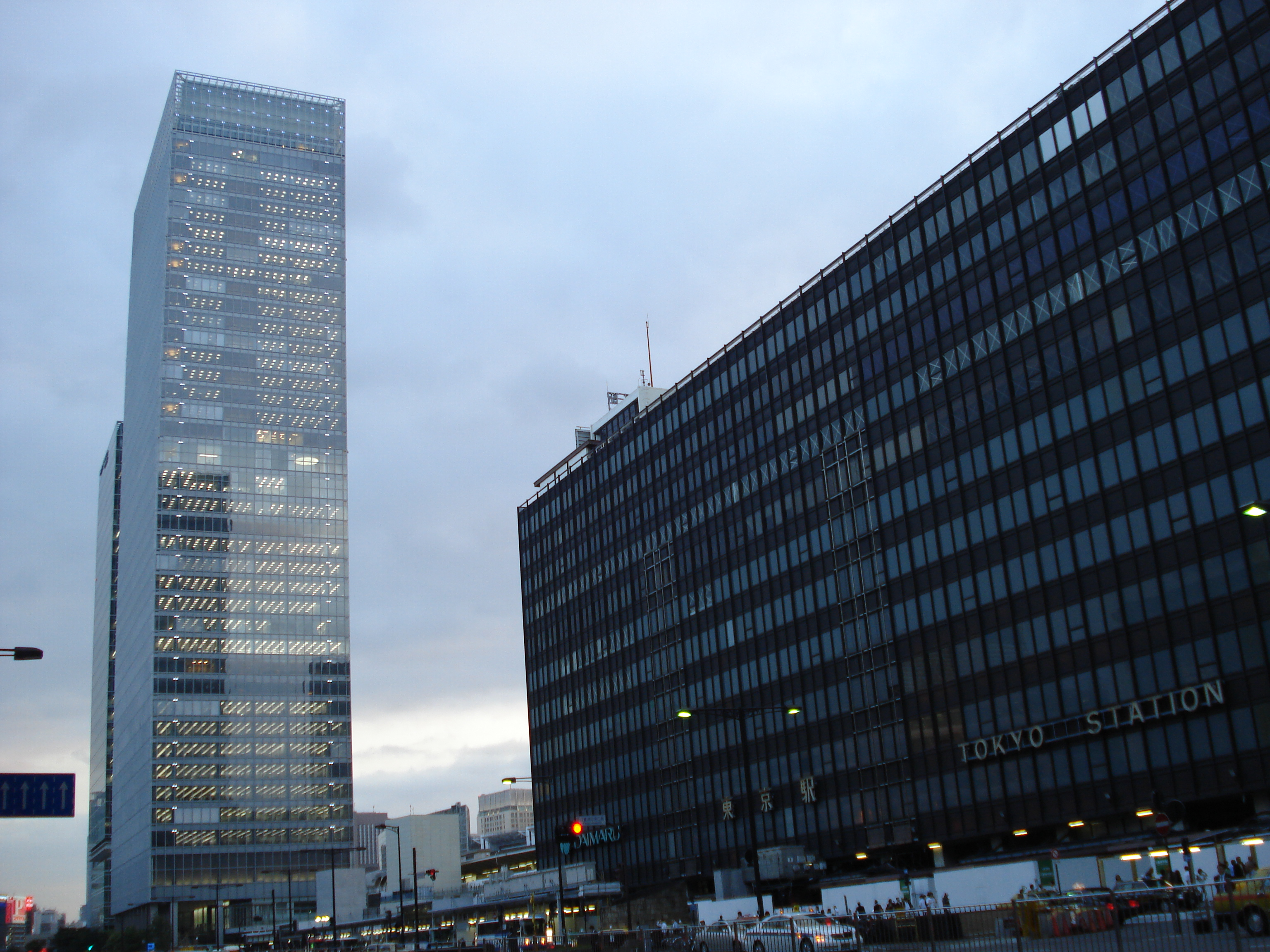
Выход Яэсу и GranTokyo South Tower

Сторона Яэсу также была перестроена после войны, но 1949 году уничтожена пожаром, после чего была значительно модернизирована, получила современный экстерьер, так же был пристроен крупный универмаг Даймару. Выход Яэсу был открыт в 1953 году вместе с двумя новыми платформами для линии Токайдо (в настоящее время используется для поездов Синкансэн). Ещё две платформы были открыты в 1964 году для размещения первой линии Синкансэн. Сторона Яэсу так же была частично перестроена в 1991 году в связи с продлением линии Тохоку-синкансэн от станции Уэно.
14 марта 2015 года была открыта Линия Уэно-Токио, связавшая со станцией Токио линии Уцуномия, Такасаки и Дзёбан.

## Дальнейшее развитие
Планируется построить[когда?] ответвление от близлежащей линии Асакуса, для обеспечения более быстрого доступа от станции Токио до аэропортов Ханэда и Нарита.

## Планировка станции

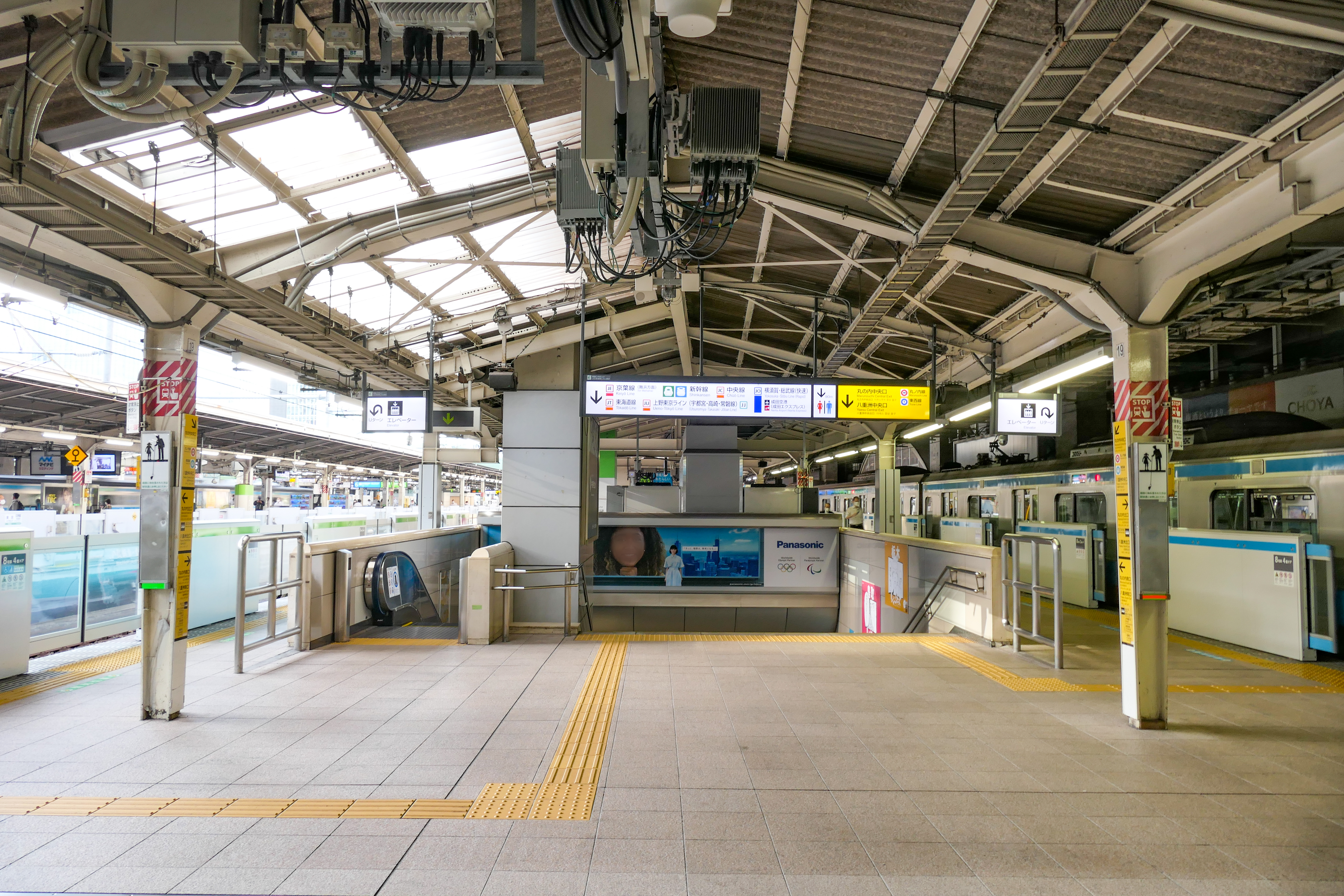
Платформы №3 и №4 линий Кэйхин-Тохоку и Яманотэ.

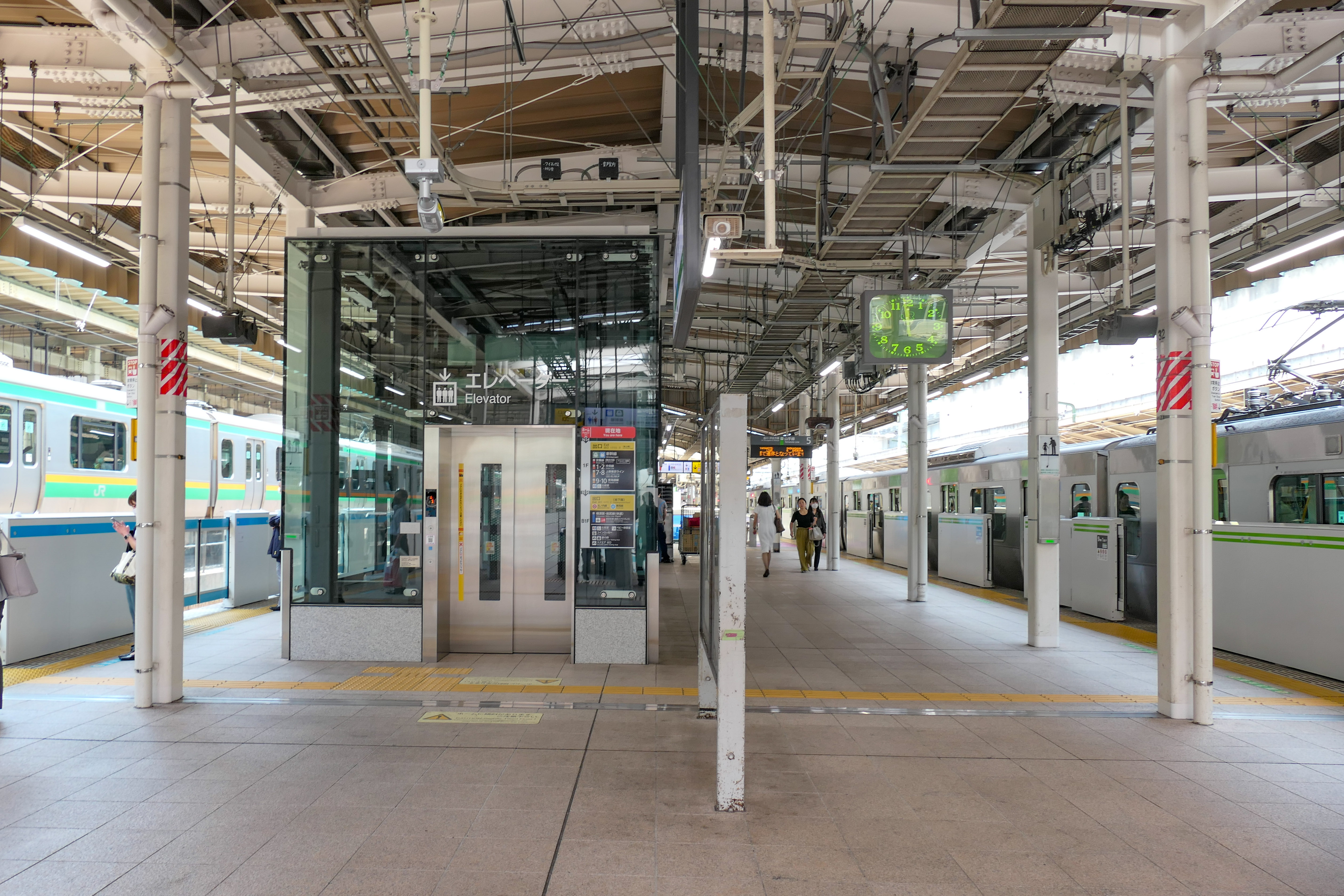
Платформы №5 и №6 линий Яманотэ и Кэйхин-Тохоку.

Основное здание станции — кирпичное, сохранено с 1914 года и реконструировано. Основная часть станции состоит из 10 платформ островного типа и 20 путей, поднятых над уровнем земли.
Линии Синкансэн расположены с восточной стороны станции.
На подземном (пятом) уровне к западу от основной станции расположены две островные платформы и 4 пути линии Собу/Йокосука. Также в нескольких сотнях метров от основной станции на четвёртом подземном уровне расположены две островные платформы и 4 пути линии Кэйё. Весь комплекс соединён множественными подземными переходами и торговыми аркадами, с близлежащими зданиями и торговыми центрами.
| Номер               | Линия                                                                 | Направление |
| ------------------- | --------------------------------------------------------------------- | --- |
| Надземные платформы |                                                                       | |
| 1・2                | ■Линия Тюо (Скорая)                                                   | Синдзюку, Такао, Омэ (через линию Омэ) |
| 3                   | ■Линия Кэйхин-Тохоку                                                  | Уэно, Акабанэ, Омия |
| 4                   | ■Линия Яманотэ                                                        | Уэно, Сугамо, Икэбукуро |
| 5                   | ■Линия Яманотэ                                                        | Синагава, Мэгуро, Сибуя |
| 6                   | ■Линия Кэйхин-Тохоку                                                  | Синагава, Иокогама, Офуна |
| 7・8                | ■Линия Уэно-Токио （■Линия Уцуномия・■Линия Такасаки・■Линия Дзёбан） | Уэно・Омия・Уцуномия・Такасаки・Мито □Экспрессы линии Дзёбан — «Хитати» и «Токива»                                                         |
| 7・8                | ■Линия Токайдо                                                        | Синагава・Иокогама・Одавара・Атами・Ито □Экспрессы: Одорико、 □Специальные Экспрессы «Санрайз Идзумо» и «Санрайз Сэто» отходят с 9-го пути |
| 9・10               | ■Линия Токайдо                                                        | Синагава・Иокогама・Одавара・Атами・Ито □Экспрессы: Одорико、 □Специальные Экспрессы «Санрайз Идзумо» и «Санрайз Сэто» отходят с 9-го пути |

### Синкансэн

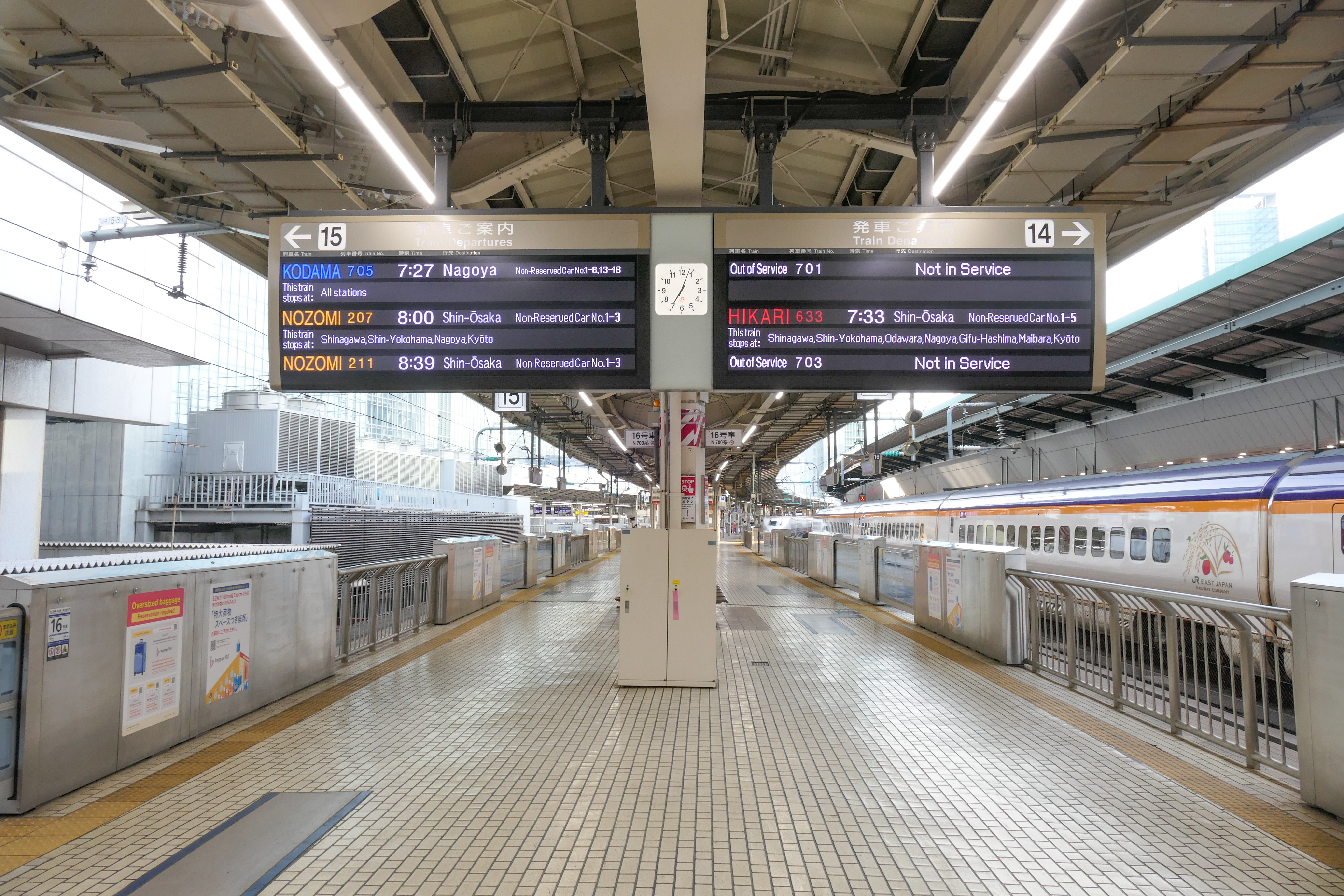
Платформы №14 и №15 линии Токайдо-синкансэн

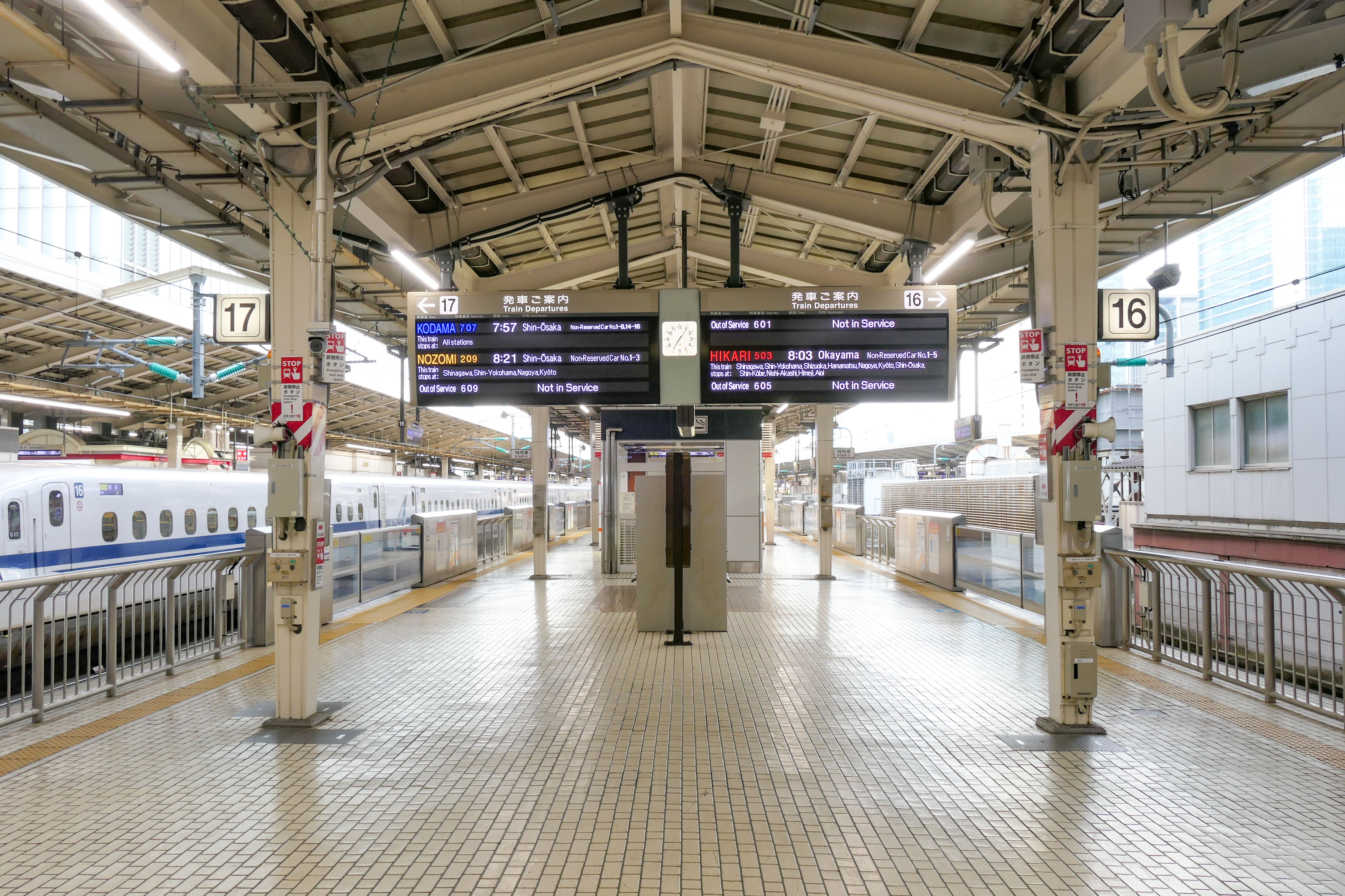
Платформы №16 и №17 линии Токайдо-синкансэн

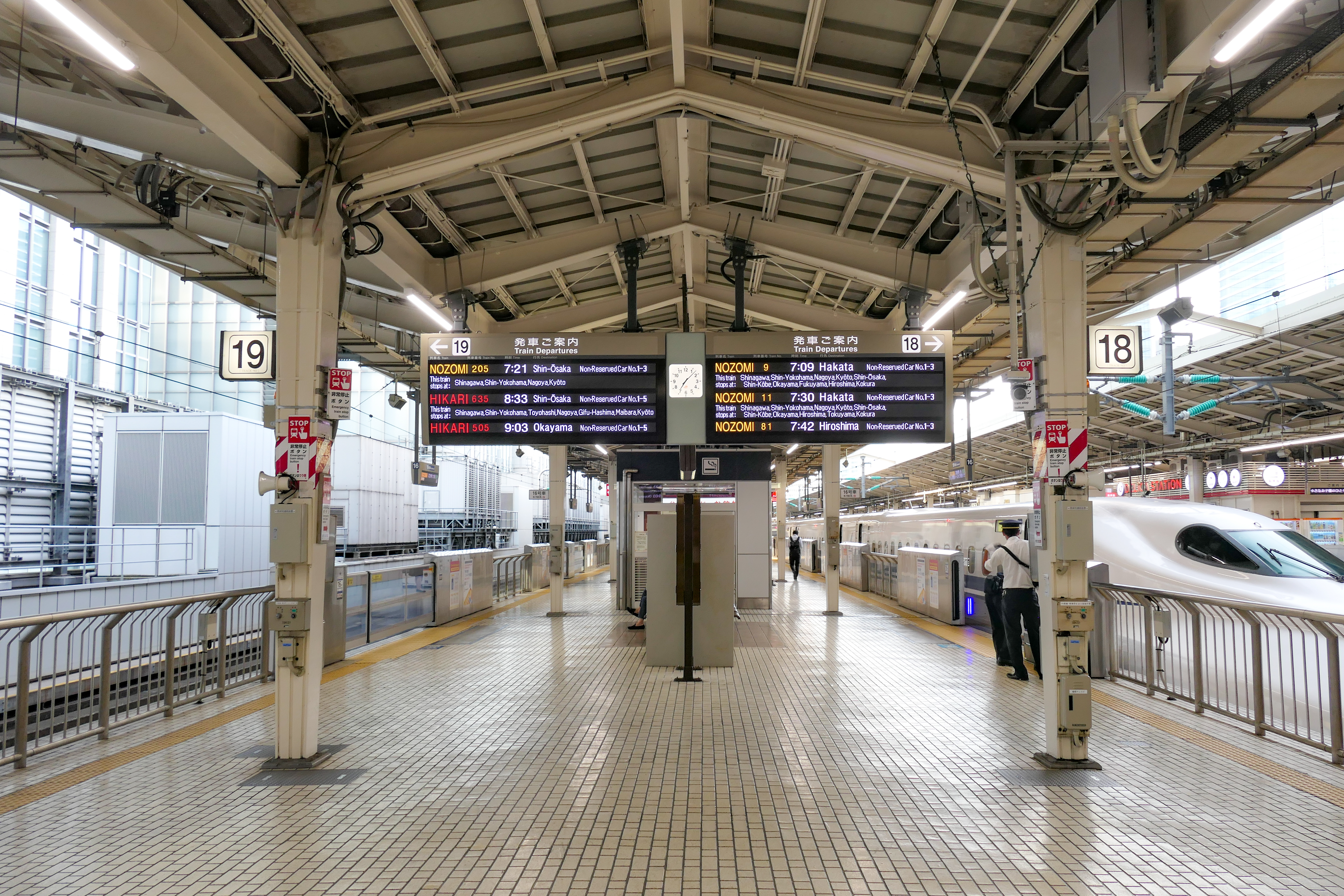
Платформы №18 и №19 линии Токайдо-синкансэн

| 14-19 | ■ Токайдо-синкансэн (JR Central)                | Нагоя, Киото, Син-Осака, Хаката                                                                                      |  |
| 20-23 | ■Тохоку-синкансэн (JR East)                     | Уцуномия, Сэндай, Мориока, Син-Аомори (Тохоку-синкансэн) Ямагата, Синдзё (Ямагата-синкансэн) Акита (Акита-синкансэн) |  |
| 20-23 | ■Дзёэцу-синкансэн, Хокурику-синкансэн (JR East) | Такасаки, Ниигата (Дзёэцу-синкансэн) Нагано (Хокурику-синкансэн)                                                     |  |

### Платформы линий Йокосука/Собу
| Собу B1, B2 | ■ Линия Йокосука      | Иокогама, Офуна, Камакура, Йокосука, Курихама limited express "Ayame", "Shiosai"               |
| Собу B3, B4 | ■ Линия Собу (Скорая) | Кинситё, Фунабаси, Тиба, Аэропорт Нарита (через линию Нарита) limited express "Narita Express" |

### Линия Кэйё
| Кэйё B1-4 | ■Линия Кэйё     | Син-Киба, Майхама, Кайхин-Макухари, Сога, Татэяма (через линию Утибо), Ава-Камогава (через линию Сотобо) |  |
| Кэйё B1-4 | ■Линия Мусасино | Ниси-Фунабаси                                                                                            |  |

### Tokyo Metro

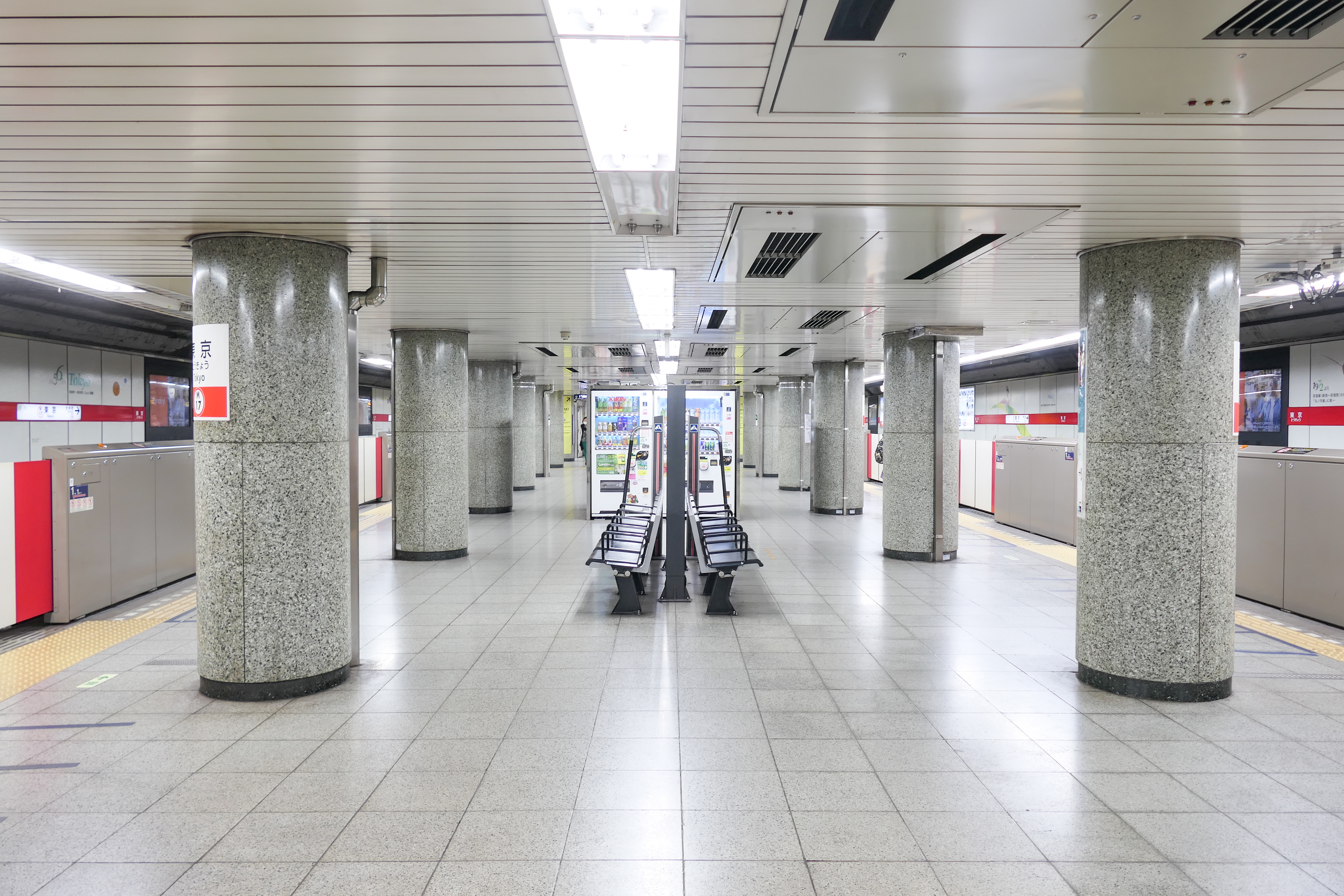
Платформа линии Маруноути

Одна платформа островного типа и два пути.
| 1 | ○ Линия Маруноути | Гиндза, Синдзюку, Огикубо, Накано-Фудзимитё |
| 2 | ○ Линия Маруноути | Отэмати, Икэбукуро                          |

## Близлежащие станции
| «                                                             | «          | Вид обслуживания                                                                                         | »         | »            |
| ------------------------------------------------------------- | ---------- | --- | --------- | ------------ |
| Конечная станция                                              |            | JR East Линия Тюо (Скорая - Все составы)                                                                 |           | Канда        |
| Юракутё                                                       |            | JR East Линия Яманотэ                                                                                    |           | Канда        |
| JR East Линия Кэйхин-Тохоку                                   |            | |           |              |
| Юракутё                                                       | Юракутё    | Local | Канда     | Канда        |
| Хамамацутё                                                    | Хамамацутё | Rapid | Акихабара | Акихабара    |
| Уэно (планируется на 2013-й год) на 2011 год конечная станция |            | JR East Линия Токайдо (Все составы) JR East Линия Тохоку-Дзюкан (Все составы; планируется на 2013-й год) |           | Симбаси      |
| Син-Нихонбаси                                                 |            | JR East Линия Йокосука / Линия Собу (Скорая)                                                             |           | Симбаси      |
| Конечная станция                                              |            | JR East Линия Кэйё(Все составы)                                                                          |           | Хаттёбори    |
| Конечная станция                                              |            | JR Central Токайдо/Санъё-синкансэн                                                                       |           | Синагава     |
| Конечная станция                                              |            | JR East Тохоку/ДзёэцуСинкансэн                                                                           |           | Уэно         |
| Отэмати (M18)                                                 |            | Линия Маруноути (M17)                                                                                    |           | Гиндза (M16) |